# Stenodynerus histrionalis
Stenodynerus histrionalis är en stekelart som först beskrevs av Roberts 1901.  Stenodynerus histrionalis ingår i släktet smalgetingar, och familjen Eumenidae.

## Underarter
Arten delas in i följande underarter:
- S. h. paenevagus
- S. h. rufustus